# Gambia International Airlines
La Gambia International Airlines, spesso abbreviata in GIA, è stata la compagnia aerea di bandiera del Gambia, fondata nel 1996 e chiusa nel 2007. Il suo hub principale era situato presso l'Aeroporto di Banjul-Yundum. La compagnia era posseduta al 99% dal governo gambiano e all'1% dalla "Gambia Telecommunications Company", di proprietà del governo a sua volta.
Iniziò le attività il 1º marzo 1996 occupandosi di servizi regionali provenienti dall'Aeroporto di Banjul-Yundum, l'allora hub principale della compagnia. Nel 2000 aprì un servizio di code-share con Air Namibia.

## Storia
La compagnia aerea fu fondata il 23 gennaio 1996 per sostituire la fallita "Gambia Airways" (la precedente compagnia di bandiera). Iniziò le sue operazioni il 1º marzo dello stesso anno. Inizialmente, la compagnia operava solo come società di assistenza a terra all'Aeroporto di Banjul, ma in seguito ampliò le proprie attività avviando un servizio di volo attivo. Tuttavia I voli internazionali della compagnia iniziarono solo il 1º dicembre 2000, quando (tramite una collaborazione con Air Namibia) ebbe luogo il primo volo internazionale della compagnia.
Nel 2007 la compagnia non possedeva più aeromobili di proprietà, pertanto iniziò a concentrarsi sulla gestione di passeggeri e merci presso l'Aeroporto di Banjul. Nello stesso anno tutte le operazioni di volo furono interrotte.

## Destinazioni
Al momento della chiusura, Gambia International Airlines operava sulle seguenti destinazioni:
Africa
- Nigeria (Lagos)
- Senegal (Dakar)
- Mauritania (Nouakchott)
- Sierra Leone (Freetown)

Europa
 Regno Unito (Londra)

## Flotta
Al momento della chiusura, la flotta di Gambia International Airlines era composta dai seguenti aeromobili:
1 Boeing 737-200
1 Boeing 737-800
1 ATR-72